# Beware My Cheating Bart
«Beware My Cheating Bart» (укр. «Не обманюй мене, Барте») — вісімнадцята серія двадцять третього сезону мультсеріалу «Сімпсони», прем'єра якої відбулась 15 квітня 2012 року у США на телеканалі «Fox».

## Сюжет
Гомер веде Барта і Мілгауса в кінотеатр у торговому центрі на «Щасливих маленьких ельфів». Доки діти в кіно Гомер відвідує ресторанний дворик. Коли Гомер знесилений закінчує їсти, спритний продавець переконує Гомера купити бігову доріжку за останнім словом техніки, з можливістю переглядати мотиваційні відео.
Після фільму хлопці зустрічають шкільних хуліганів і Шону, дівчину Джимбо. Хлопці збираються подивитися Гонконгський фільм жахів «Підвал» (англ. «Crawlspace»), але Шона хоче подивитися ромком «Усі неправильні причини» (англ. «All Wrong Reasons»). Джимбо тоді змушує Барта постійно супроводжувати Шону.
Удома Гомер починає виснажливо займатися на доріжці. Коли ж Ліса показує батьку, що пристрій підключено до Інтернету і можна дивитися серіали онлайн. Гомер користується перевагами машини та підсідає на старий серіал «Згублені» (англ. «Stranded»).
Наступного дня Джимбо змушує Барта знову супроводжувати Шоною. Вони йдуть до парфумерного магазину, де Барт бере на себе провину за крадіжку пляшечки парфумів, яку вкрала Шона. Барт і Шона тікають від охоронця і ховаються в покинутому магазині, де як подяку за те, що він узяв на себе провину, Шона показує хлопчику свої груди… Як наслідок, Барта це травмує і вражає. Він не може перестати думати про груди.
Тим часом Гомер продовжує дивитися «Згублених» замість тренувань. Мардж дізнається про це і не схвалює.
Барт і Шона вирішують зав'язати романтичні стосунки за спиною Джимбо. Однак, невдовзі після поцілунка у громадському басейні Джимбо з друзями про все дізнаються. Закохані втікають і вирішують сховатися в будиночку Барта на дереві.
Гомер створив клуб фанатів «Згублених», хоча виходить не дуже, бо він, на відміну від решти, ще не додивився весь серіал. Зрештою у пориві гніву Мардж розкриває всі спойлери тих серій, які Гомер ще не дивився.
Тим часом хулігани вирішують охороняти дім Барта з допомогою щирої Мардж. Згодом Барт стикається з гнівом Джимбо. У цей час Ліса піднімається до будиночка Барта на дереві, де радить Шоні зрозуміти, що вона саме хоче. Шона, зрештою, не вибирає ні Джимбо, ні Барта, бо виявляє, що хоче когось більш зрілого.
Гомер сердиться на Мардж за розкриття сюжету, але коли він бачить, що вона прикрасила спальню, як безлюдний острів, на честь серіалу, він знову щасливий. Тим часом Джимбо карає Барта підвішуючи його вниз головою з будиночка на дереві.
У фінальній камера віддаляється в космос і виявляється, що Всесвіт — це піщинки в котячому лотку (як було зображено у «Згублених»)…

## Виробництво
Написи під назвою і на дошці під час оригінального показу були відповіддю на суспільну реакцію на інтерв'ю Метта Ґрюйнінґа виданню «Entertainment Weekly», в якому він розповів, що назва Спрінґфілд була натхненна містом Спрінґфілд у штаті Орегон. Це неправильно витлумачили як те, що Ґрюйнінґ розкрив, що Спрінґфілд із «Сімпсонів» розташований в Орегоні. Виконавчий продюсер Ел Джін заявив, що це було неправильне тлумачення того, що Ґрюйнінґ говорив протягом десятиліть, те, що частини шоу були натхненні його дитинством в Орегоні. Перед виходом епізоду в етер він також жартував, що вони розкриють розташування в цій серії.

## Цікаві факти і культурні відсилання
- Серіал «Згублені» є пародією на містичний серіал «Загублені», що завершився 2010 року[3].
- Монтаж побачень Барта та Шони містить сцени, які пародіюють фільми «Випускник» і «Опівнічний ковбой»[4].
  - Під час монтажу грає пісня «April Come She Will» дуета «Simon and Garfunkel», що звучала у фільмі «Випускник».

## Ставлення критиків і глядачів
Під час прем'єри серію переглянули 4,86 млн осіб з рейтингом 2.2, що зробило її найпопулярнішим шоу на каналі «Fox» тієї ночі.
Ровен Кайзер з «The A.V. Club» дав серії оцінку C+, сказавши, що «більше половини жартів у серії були жахливими. Це небезпека, коли основна сюжетна лінія є насамперед прямим набором посилань». Він також похвалив сцену на дивані, завдяки якій, на його думку, епізод зміг хоч чимось запам'ятатися.
Тереза Лопес з «TV Fanatic» дала серії три з половиною з п'яти зірок, сказавши, що ідея про те, що Шона показала свої груди Барту, була тривожною і що залицяння було неправдоподібним. Вона висвітлила сюжет про те, як Гомер переглядає пародію на «Загублених».
Сцену на дивані було номіновано на премію «Енні» в категорії «Найкращий короткометражний анімаційний суб'єкт».
Згідно з голосуванням на сайті The NoHomers Club більшість фанатів оцінили серію на 4/5 із середньою оцінкою 3/5.